# Koeru
Pour les articles homonymes, voir Koeru (homonymie).
Koeru est un petit bourg de la commune du même nom du comté de Järva en Estonie.
Au 31 décembre 2011, il compte 1 170 habitants.